# 미국 의회도서관 제어 번호

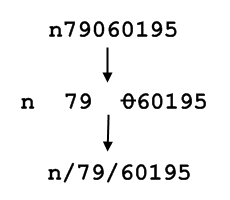

미국 의회도서관 제어 번호(영어: Library of Congress Control Number, LCCN)는 미국 의회도서관이 운영하는 제어 번호이다.

## 같이 보기
- 전거 통제
- 게마인자메 노름다타이